# Eva Holzapfel

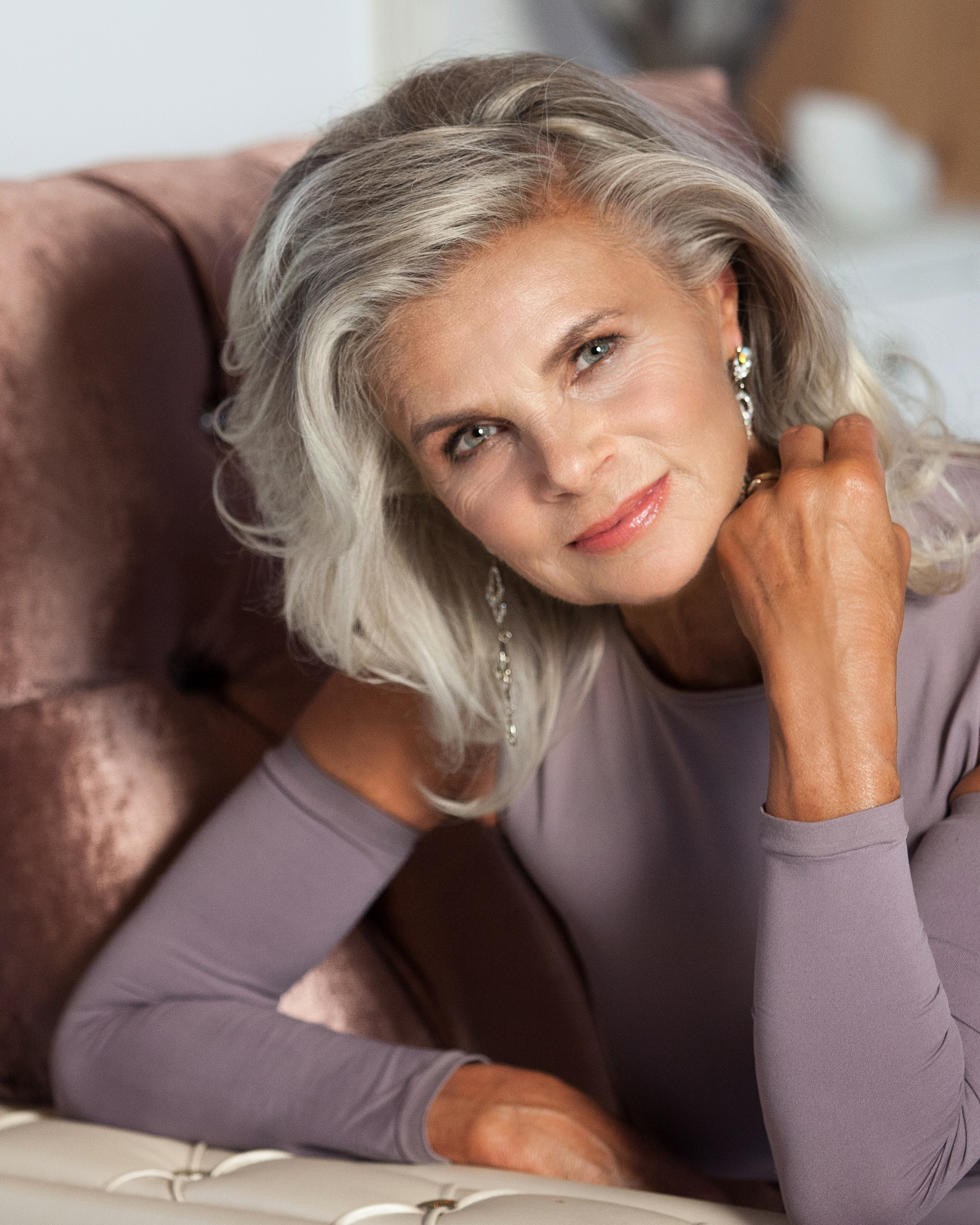
Eva Holzapfel, 2016

Eva Holzapfel (* 18. Juli 1947 in Ochsenfurt) ist eine deutsche Schauspielerin und Sängerin (Sopran/Mezzosopran). Sie ist außerdem als Model tätig.

## Leben

### Ausbildung und Theater
Eva Holzapfel studierte Gesang an der Hochschule für Musik in Würzburg. Während der Studienzeit war sie Preisträgerin und Stipendiatin des Richard-Wagner-Verbandes in Bayreuth. Außerdem hatte sie bereits Gastengagements an der Wiener Kammeroper  (Spielzeit 1976/77) und am Stadttheater Würzburg (als Venus in Orpheus in der Unterwelt). 	
Ihr erstes Festengagement erhielt Eva Holzapfel im Anschluss an ihre Ausbildung zu Beginn der Spielzeit 1976/77 am Stadttheater Würzburg. Ihr professionelles Debüt als ausgebildete Sopranistin gab sie dort als Demoiselle Franziska Cagliari in der Operette Wiener Blut. Zu ihren weiteren Bühnenrollen in Würzburg gehörten Despina in Così fan tutte, Pamina in Die Zauberflöte und Giulietta in Hoffmanns Erzählungen (u. a. mit Waltraud Meier als Partnerin). Anschließend folgten verschiedene Gastengagements, u. a. am Staatstheater am Gärtnerplatz in München.
Als Gast war sie am Wiener Raimundtheater engagiert, wo sie die Titelrolle in der Operette Venus in Seide sang. Außerdem trat sie als Konzertsolistin in Messen und Oratorien regelmäßig mit den Wiener Symphonikern auf. In der Spielzeit 1989/90 trat sie am Stadttheater Gießen in einer Neuinszenierung von Kurt Weills selten gespielter Oper Der Silbersee in der Rolle der 2. Verkäuferin auf. In der Eröffnungspremiere der Spielzeit 1992/93, Hoffmanns Erzählungen von Jacques Offenbach, übernahm sie die Partie der „Erscheinung der Mutter“ im Antonia-Akt.

### Schauspiel und Werbung
Ab den 1990er Jahren verlagerte Holzapfel ihre Tätigkeit schwerpunktmäßig auf die Schauspielerei. Sie wirkte als Nebendarstellerin in mehreren Fernsehproduktionen mit. Meistens war sie dabei in Fernsehfilmen und Fernsehserien eingesetzt, die im süddeutschen, oberbayerischen oder österreichischen Raum spielen. Sie war u. a. in Schöne G’schichten (1996; mit Helmut Fischer), Vater wider Willen (1995; mit Lambert Hamel und Christian Quadflieg) und Dr. Schwarz und Dr. Martin (1995; mit Senta Berger) zu sehen.
In der 5. Staffel der ZDF-Fernsehserie Die Rosenheim-Cops (2006) war sie in einer Nebenrolle als ermordete Besitzerin einer Trachtenfabrik zu sehen. In der Fernsehserie Dahoam is Dahoam (2013) hatte sie ebenfalls eine Nebenrolle; sie spielte Frau Bartl-Dittmann, eine Mitarbeiterin des Landwirtschaftsministeriums. In der 31. Staffel der ZDF-Krimiserie SOKO 5113 (2015) übernahm sie eine Nebenrolle als ermordete Kneipenwirtin im Glockenbachviertel.
In dem österreichischen Kurzfilm Manie, der 2015 seine Premiere auf dem Madrid International Film Festival hatte, spielte sie eine Nebenrolle. Sie verkörperte Gertrud, die Mutter des etwa 60-jährigen Malers Peter (Peter Mai). Für ihre Rolle war sie 2015 als „Beste Nebendarstellerin in einem fremdsprachigen Film“ nominiert. In der 24. Staffel der ZDF-Serie Die Rosenheim-Cops (2025) spielte sie die Pensionswirtin Mathilde Aichner.
Neben ihrer Tätigkeit arbeitet Holzapfel als Model für Printmedien, Werbespots und Filmaufnahmen. Sie war in zahlreichen Werbespots zu sehen, u. a. für die Waschmittelmarken Lenor und Dixan, für Mon Chéri (Regie: Helmut Dietl) und den früheren Mobilfunkanbieter BASE 2. Für die Bild am Sonntag modelte Holzapfel im Alter von 65 Jahren im Bikini.
Holzapfel ist verheiratet und lebt in München.

## Filmografie (Auswahl)
- 1995: Dr. Schwarz und Dr. Martin (Fernsehreihe)
- 1995: Vater wider Willen (Fernsehreihe)
- 1996: Schöne G’schichten mit Helmut Fischer: Ein feiner Herr (Fernsehfilm)
- 2006: Die Rosenheim-Cops (Fernsehserie, Folge: Auch sonntags wird gemordet)
- 2013: Dahoam is Dahoam (Seriennebenrolle)
- 2013: Emma Schmidt gefällt‘s[12] (Kurzfilm)
- 2015: Manie (Kurzfilm)
- 2015: SOKO 5113 (Fernsehserie, Folge: Boazn Blues)
- 2023: Exklusives Dinner (Kurzfilm)
- 2023: Roaldies (Kurzfilm)
- 2024: Mr. & Mrs. Smith (Fernsehserie, Folge: First Vacation)
- 2024: Wenn die Lebkuchen rufen (Kurzfilm)
- 2025: Die Rosenheim-Cops (Fernsehserie, Folge: Hansens neuer Bruder)